# 科西基夫齊
48°43′3″N 27°6′19″E / 48.71750°N 27.10528°E
科西基夫齊（烏克蘭語：Косиківці），是烏克蘭西部的村莊，隸屬赫梅利尼茨基州的卡緬涅茨-波多利斯基區。該村始建於1428年，面積2.03平方公里，海拔高度293米，2001年人口449。